# Norops lynchi
Norops lynchi är en ödleart som beskrevs av  Tomoyuki Miyata 1985. Norops lynchi ingår i släktet Norops och familjen Polychrotidae. IUCN kategoriserar arten globalt som livskraftig. Inga underarter finns listade i Catalogue of Life.